# Milán-San Remo 1962
La Milán-San Remo 1962 fue la 53.ª edición de la Milán-San Remo. La carrera se disputó el 19 de marzo de 1962, siendo el vencedor final el belga Emile Daems, que se impuso en solitario en la meta de San Remo.

## Clasificación final
| Posición | Ciclista         | Equipo                 | Tiempo     |
| -------- | ---------------- | ---------------------- | ---------- |
| 1        | Emile Daems      | Philco                 | 6h 48' 06" |
| 2        | Yvo Molenaers    | Carpano                | + 1' 15"   |
| 3        | Louis Proost     | Carpano                | + 1' 19"   |
| 4        | Willy Schroeders | Flandria-Faema-Clement | m. t.      |
| 5        | Diego Ronchini   | Ghigi                  | m. t.      |
| 6        | Carlo Brugnami   | Philco                 | m. t.      |
| 7        | Guido Carlesi    | Philco                 | + 1' 35"   |
| 8        | Robert Seneca    | Solo-Van Steenbergen   | m. t.      |
| 9        | Bruno Mealli     | Ignis                  | m. t.      |
| 10       | Antonio Bailetti | Carpano                | m. t.      |